# Cherrueix
Cherrueix település Franciaországban, Ille-et-Vilaine megyében. Lakosainak száma 1106 fő (2022. január 1.). Cherrueix Mont-Dol, Baguer-Pican és Saint-Broladre községekkel határos.

## Népesség
A település népességének változása:
| Lakosok száma | 997  | 1016 | 983  | 1125 | 1141 | 1132 | 1110 | 1092 | 1089 | 1106 |
|               | 1968 | 1982 | 1990 | 2006 | 2013 | 2015 | 2017 | 2019 | 2020 | 2022 |